# Garsington
Garsington – wieś w Anglii, w hrabstwie Oxfordshire, w dystrykcie South Oxfordshire. Leży 8 km na południowy wschód od Oksfordu i 76 km na zachód od Londynu. W 2001 miejscowość liczyła 1745 mieszkańców.